# Anthoúsa (ort i Grekland, Epirus)
Anthoúsa är en ort i Grekland.   Den ligger i prefekturen Nomós Prevézis och regionen Epirus, i den västra delen av landet, 300 km nordväst om huvudstaden Aten. Anthoúsa ligger 173 meter över havet och antalet invånare är 586.
Terrängen runt Anthoúsa är huvudsakligen kuperad, men åt sydväst är den platt. Havet är nära Anthoúsa åt sydväst.  Närmaste större samhälle är Parga, 2,8 km sydost om Anthoúsa. 